# Barchesse di villa Valmarana
Le barchesse di villa Valmarana sono due costruzioni secentesche (ma rimaneggiate nel Settecento) del comune di Mira, in provincia di Venezia. Si trovano in località Valmarana, nei pressi della frazione Mira Porte, affacciate alla riva destra del Naviglio del Brenta.

## Storia
I Valmarana, famiglia vicentina aggregata al patriziato veneziano solo nel 1658, sono attestati nella zona dopo il 1734. Negli anni 1760 Leonardo Valmarana inizia la ristrutturazione di un palazzo appartenuto ai Dolfin, conferendogli l'aspetto che Giovanni Francesco Costa riprodusse nella sua XXVIII incisione. La casa padronale era un semplice edificio a tre piani e planimetria a "T", con ingresso al piano nobile preceduto da una scalinata. Le due barchesse la affiancavano a est e a ovest, mentre lo spazio del retro era organizzato in tre "corti aperte, corrispondenti ai tre edifici.
La casa padronale fu demolita all'inizio del Novecento probabilmente per l'elevata tassazione cui era soggetta.

## Edifici
Se in origine le barchesse erano semplici edifici utilizzati, come di consueto, a fini agricoli, gli interventi del Settecento le convertirono in foresterie, acquisendo pregevoli linee architettoniche ispirate a Giorgio Massari o a Giovanni Scalfarotto. Tuttavia, il loro attuale stato di conservazione è assai differente.
Quella di ponente, utilizzata come rimessa e osteria sino al 1912, dagli anni 1960 è stata restaurata e oggi, in parte abitata, è oggi è aperta al pubblico e usata come luogo per ricevimenti. L'altra, cui è annesso l'oratorio privato, ha subito notevoli manomissioni (la più evidente è la parziale chiusura del portico) essendo stata adibita a casa colonica e quindi divisa in più proprietà.
I fronti principali, rivolti a nord verso il Brenta, si caratterizzano al centro per il portico trabeato, costituito da colonne binate tuscaniche con pilastri d'angolo, cui si sovrappone una sorta di paramento murario simile a un arco trionfale: quattro paraste ioniche giganti (doppie sugli angoli), a formare un motivo a serliana con specchiature su cui sono posti degli stemmi in rilievo (barchessa est) o un orologio (barchessa ovest).
Anche il prospetto occidentale della barchessa ovest presenta degli eleganti tratti architettonici, caratterizzati da un efficace effetto plastico. Le aperture sono sormontate da frontoni ora curvi, ora triangolari al piano terra e cornici mistilinee al primo piano. Il tutto è coronato da un cornicione su cui si imposta il frontone recante uno stemma lapideo.
Gli interni della barchessa ovest sono impreziositi dagli affreschi di Michelangelo Schiavoni e dell'ambito di Giuseppe Angeli.